# 安土往還記
『安土往還記』（あづちおうかんき）は、辻邦生の長編小説。1968年（昭和43年）、『展望』の1月号と2月号に連載され、大幅な加筆修正を施した上で、8月に筑摩書房より刊行された。文庫版は新潮文庫より刊行されている。
16世紀の大航海時代に日本へ渡来した、イタリア人の冒険航海者の書簡という体裁で、大殿（シニョーレ）と呼称される、織田信長の半生を描く。辻の最初の歴史小説であり、本作は1969年（昭和44年）、第19回芸術選奨文部大臣新人賞を受賞した。

## あらすじ
16世紀の大航海時代、イエズス会の神父たちと共に日本へ渡来したイタリア人が友人へ記した手紙を、翻訳したという体裁をとる。
手紙の書き手であるイタリア人の「私」は、故郷のジェノヴァで妻とその情夫を刺し殺した。そのとき、「私」は自身の行為にいささかの悔恨も覚えず、「もしそれが私の宿命であるならば、なんとしてもそれに屈しまい」と決意する。その後、ジェノヴァを逃れてリスボアへ渡り、乞食やこそ泥となったり、ノヴェスパニアに渡って軍の指揮官となったりするが、自身の殺人行為も乞食になったことも、全ては「自由意志」によって行ったことだという姿勢が、「私」を支え続けていた。
やがて、長い航海生活を経て「私」は、1570年の初夏に日本に渡来。宣教師のフロイス、オルガンティーノ、修道士のロレンソらに従い、宣教を助けることとなる。そして、人々に恐れられている「尾張の大殿（シニョーレ）」に会う機会を得、特技を認められて、軍事作戦に参与することとなった。
「私」が大殿（シニョーレ）と出会ってからも、姉川の戦い、比叡山の焼き討ち、長島の一向一揆、毛利水軍との戦いなどが次々と起こる。大殿（シニョーレ）の側近となった「私」は、鉄砲の作製技法を伝授したり、戦術のアドバイスをしたりして、軍を勝利へと導く。また、3本マストの軍船を作らせ、毛利水軍にも壊滅的打撃を与えた。
「私」は彼について、堺の鉄砲製造業者から「今まで現われた最も残忍で冷酷な武将であり領主」「生れながらの天魔」との評判を聞かされていた。しかし実際の大殿（シニョーレ）は、側近や家来には冷酷で威厳をもって接する一方、外国人や外来宗教に対して柔軟な理解力と好奇心を持ち、宣教師たちには常に厚意を示していた。そして、都での布教、会堂の建設に関しても、許可するのみならず、便宜を図ることや、協力することを惜しまなかった。高山殿、荒木殿をはじめ、大殿（シニョーレ）配下の家臣も次々にキリシタンとなり、近畿一帯の信者数は増加の一途を辿った。
「私」の見た大殿（シニョーレ）の生き方考え方は、「理にかなうことが掟であり、掟をまもるためには、自分自身さえ捧げなければならない」というものであった。「理にかなう」考えのためには、何もかも捨てて一筋に進んでいく大殿（シニョーレ）に私は感心し、彼を自分の分身のように思う。そして、側近たちからも恐れられ敬遠されている大殿（シニョーレ）の、孤独と寂しさに思いを巡らせた。
外敵との戦いのみならず、内なる松永殿、荒木殿、高山殿などの謀反への対応も迫られる大殿（シニョーレ）だったが、1580年には安土城が完成。大殿（シニョーレ）は、祝いに訪れた「私」やオルガンティーノに、城の近くへ宣教師館を建てるための広い敷地を与えると約束し、間もなく安土の宣教師館兼セミナリオが完成した。
1581年には日本宣教の巡察使であるヴァリニャーノが渡来。彼に不思議な親近感を抱いた大殿（シニョーレ）は、宣教師たちを招待した宮殿の騎馬パレードでもヴァリニャーノの贈り物である肘掛け椅子を使い、ヴァリニャーノが日本を去るに当たっては、盆の夜の祭典で、安土城を松明の火で壮麗に浮かび上がらせた。そして馬上から松明を掲げて、別れの挨拶をヴァリニャーノに送った。
しかし、1582年6月初め、明智殿の謀反によって、大殿（シニョーレ）は本能寺で自決した。大殿（シニョーレ）は、明智殿や羽柴殿に対して、同じ孤独者としての愛情と共感を抱いていたが、明智殿のほうではその「苛酷な共感の眼ざし」に耐えきれず、その眼ざしから逃れて、「ひたすら甘美な眠りの中に融けこみたかった」との思いを抑えきれなくなり、謀反を起こしたのだ、と「私」は思う。その1年後に「私」は日本を去り、無為の10年を経て、今、ゴアでこの手紙を書いている。

## 登場人物
- 「私」 - 日本に渡来したイタリア人[7]。ジェノヴァの船乗りで、名前は B・F・＊＊としか明らかにされない。射撃の名手で、測量術や築城法も学んでいた[17]。大殿（シニョーレ）に認められてからは、軍事顧問としての才能を活かし、勝利に貢献する[18]。
- 大殿（シニョーレ） - 織田信長[19][20]。ただし作中では、一度も名前が出てくることはない[21]。「理にかなう」ことと「事が成る」ことをモラルの基準とし、「理にかなう」ことのみを、身命を賭して成就させようとする[22]。
- ヴァリニャーノ - 巡察使。お互いの内面に燃える「火」によって、大殿（シニョーレ）との間に不思議な共感と理解、尊敬の念を抱く関係を持つに至った[23]。

## 執筆・発表経過
1967年（昭和42年）の初夏、辻は自宅で 『展望』編集長の中島岑夫の訪問を受け、翌年の新年号に、100枚ほどの小説を書いてほしいとの依頼を受けた。辻はこのとき、中島のほうから歴史小説として依頼されたのか、自分から言い出したのかについては、記憶がないとしている。しかしその日、仕事の話が終わってから、東京大学史学科の出身である中島と、日本の歴史について話し込んだことは覚えているという。
折しも辻は、小説の方法論に関する10年以上の思索をまとめた『小説への序章』（1968年、河出書房）を書き終え、「小説とは何か」という長年の問題に決着をつけられたと考えていたため、「その見取図の上に立って、新しい眺望をもつ作品世界を描きたい」と考えた。辻は以前に以下のようなノートを書きつけており、主題として織田信長を描くことに決めた。
辻がそれまでに書いた作品はいずれも現代的な主題を扱ったもので、歴史小説は初めての試みであった。まず、辻は『信長公記』によって信長の生涯の輪郭を知ることと、エピソードの収集を開始。しかし資料に当たる前から、「語り手、もしくは記録の書き手を挿入して、時代と事件を間接的にこの語り手（書き手）を通して示すという方法」は決めていたという。当初はその語り手（書き手）は、信長の側近とすることを考えていたが、やがて16世紀大航海時代を背景とする、冒険航海者という形が浮かび上がり、「イタリア・ルネサンスの光を受けたジェノヴァの船乗り」という具体像が定まって行った（#作品の特徴も参照）。
以後は岩波書店の『大航海時代叢書』を、特にアビラ・ヒロン『日本王国記』、ルイス・フロイス『日欧文化比較』、ジョアン・ロドリゲス『日本教会史』、そのほかにフランソワ・カロン『日本大王国誌』、『耶蘇会士日本通信』などを、ノートを取りつつ丹念に読んだ。作品に取りかかったのは、同年10月半ば頃で、最後の情景に向かって一息に書いていったという。
辻は、「信長と光秀の心情的対立が、人間的なものをめぐる見解の相違に発するというモチーフ設定は、小説論を人間性の恢復から構築しようと考えていた私にとって、ごく自然に摑まれたものであった」としている。ここで描き出された、「理性」と「人間的なもの」（恩愛の情、友情、情感の喜びなど）のどちらかを選ぶかという問題は、当時辻が読んで感銘を受けた、マルティン・ハイデッガー『ヒューマニズムに関する書簡』での、根源的理性の問題を視野に取り込むために提起されたものであったという。
作品の脱稿後、辻はまず妻（辻佐保子）に全100枚の原稿を読ませたが、その際、「最後の二十枚が、いかにも素材をぎゅう詰めにした感じ」だという感想が返ってきた。そこで妻の勧めに従い、80枚だけを最初に発表し、残り20枚をさらに発展させて、2回目に発表する形をとることとした。その結果、後半の20枚は100枚に発展することとなっている。このようにして『安土往還記』は、1968年（昭和43年）の 『展望』1月号と2月号に分載されることとなった。
しかし単行本化の際には、まだ後半の部分が十分に叙述しきれておらず、「本来展開されるべき量塊が、まだ塊のまま残っている感じがした」として、さらに150枚分の加筆を行っている。ジェノヴァの男が日本を船で離れるという結末は変更しなかったが、ヴァリニャーノの安土城訪問、京都の騎馬パレードなど、作品のハイライトになる部分を加筆している。結果、単行本では約320枚の作品となっている。辻は「作品の内容として当初からこれだけのものがあり、それが発表形式によってさまざまに変容するのであるということも、このときの試行錯誤で味わった貴重な経験であった」と述べている。完全版の原稿を辻が筑摩書房に渡したのは、同年初夏のことだった。
単行本は、8月20日に刊行された。長篇小説としては、『廻廊にて』（1963年）『夏の砦』（1966年）に続く3作目であり、歴史小説としては、のちの『天草の雅歌』（1971年）『嵯峨野明月記』（1971年）に先行する最初の作品であった。

## 作品の特徴
作中では、信長のことは「尾張の大殿（シニョーレ）」と呼称される。辻によればこれは、「小説が、散文による他のジャンルの著作とは決定的に異なる姿勢を、読者にとらせるように書かれなければならない」と考えたことによる試みの一つだった。辻は作中におけるこの呼称について、次のように述べている。
このことによって辻は、織田信長という既成の対象ではなく、「尾張の大殿（シニョーレ）」という従来存在しなかった存在を作り上げることができたが、これが小説本来の働きである、ともしている。こうした試みの理由として辻は、「私が『安土往還記』でやってみたかったのは、言語の力で、一世界を、無のなかに、浮島のように構築するということだった」としており、その次には「まさしくこうした一世界――つまり真実を現前化するために構成・配置した仮構（フィクション）の世界――に信憑性を与え、それを言語の力によって実現するための方法」を考え始めたという。
最初、辻は『信長公記』などによって信長の歴史的事跡を書き抜いたが、それを記述するだけでは他のジャンルの散文の仕事と変わりがなく、「あくまでそれら歴史的事実は、そうした事実として存在しながら、未見の相（書き手の眼の前ではじめて発見された相）を持っていなければならなかった」と考えた。そこで思いついたのが、アビラ・ヒロン『日本王国記』、ルイス・フロイス『日欧文化比較』、ジョアン・ロドリゲス『日本教会史』、フランソワ・カロン『日本大王国誌』、『耶蘇会士日本通信』などによって『信長公記』をパラフレーズすることだったという。
辻は、当時の文学観はリアリズム小説が支配的であり、「小説を対象認識から解放し、自由な想像力による映像の定着だとする内面的な視点への転換」は、異端的であった、とのちに述懐している。また、日本史は西暦を積極的に使っていなかった時代でもあり、世界歴史の中に孤立した、日本だけで完結している印象が強かったともしている。そうした中で、「日本史が世界史のなかにごく自然に編み込まれ、同じ歴史的原動力のもとに見られるように」することが、小説という精神の生成する場で世界史としての日本史を経験し、「日本＝特殊国」という感じをなくすことになる、と考えたという。

## 刊行後
本作は1969年（昭和44年）、昭和43年度（第19回）の芸術選奨文部大臣新人賞を受賞した。『文化庁月報』掲載の業績は「「安土往還記」は意志の人信長の天下統一をジェノバ出身の一航海者の目をとおして描いているが、新人らしい野心的な構図をもち、しかも古典的な緊密さを失わずに変革期の人間像をとらえ、清新である」としている。
『安土往還記』刊行後、辻は数度、作中における古文書の翻訳という設定を、真に受けた人物に連絡をされている。一つは刊行後間もなくのことで、イタリア大使を務めたことがあるという年配の人物から、「あなたが訳された古文書の現物を直接に読みたいが、それにはどうしたらよいか」と問い合わせを受けたという。そのほか、松田毅一や大河内風船子、その他2、3の著名人にも、古文書の実在を巡って「多かれ少なかれ迷惑を掛けるような出来事」が起こったとしている。1984年（昭和59年）には、『朝日新聞』パリ特派員の鴨志田恵一が、危うく古文書を実在のものとして記事を書きかけるという出来事もあり、辻が偶然に朝日支局へ電話をかけたことで、危うく未然に阻止されている。辻は「こうした仮構（フィクション）の古文書を作りあげたのは、決して悪戯や悪意の結果ではなく、あくまで小説創造にかかわる真剣な意図によるものである」として、上記のように意図の説明を行っている。
また、本作はスティーヴン・スナイダーにより英訳され、1990年度コロンビア大学日本文化センターの翻訳賞を受賞した。その後、ジョン・アップダイクが『ザ・ニューヨーカー』にて、日本の戦国時代についての詳細な説明も付した書評を寄せている。辻はアップダイクが本作の理解のため、数冊の日本史を読んだに違いないと考えたといい、「この小説では信長の通念を破るべく、わざと名前をつけず、空白像にしてあるが、英訳になると、それが実体像の喪失と映る。アップダイクはその弱点も的確に指摘している」とし、痛い部分も多い辛口の書評ではあったが、「書評が印象批評ではなく、一種の身を挺した水先案内であることを教えられた貴重な機会だったと今でも思っている」と述べている。

## 作品評価・研究
『朝日新聞』の書評は、「歴史小説としての制約に耐えながら、ときにはそれを逆用して、孤独の内面世界をあざやかに抽出してみせた作者の手際は称賛に値する」と評している。
森川達也は、「これは、決して歴史小説ではない。歴史に材をかりたすぐれた芸術家小説である。芸術とはなにか、またそれに生きる芸術家はどのような宿命をになわねばならぬのか。作者が大殿信長の生きかたのなかに見いだした、あるいは見いだそうとした想念はこれ以外にない」と述べ、「事が成る」ことを愛する作中の信長は、殆ど芸術家の気質であるとしている。そして、史実を踏まえた秩序と節度をもって虚構が提示されていることにより、「読後、さわやかなカタルシスを伴って鮮明な信長像が刻印される」と評価している。また、「ただ、物語の性質を保証する語り手〈私〉の精神の陰影が、今少し深くとらえられておれば、作品の印象はいっそう重厚となったであろう」ともしている。
なだいなだは、「『安土往還記』は、不思議な現代小説である。本当は、歴史小説と呼びたいところだが、日本の今までの歴史小説とは異った、あまりにも現代的な問題をとり扱っているから、あえてそういうのだ」としている。その理由としてなだは、手紙の発信者は西欧的人間ではなくその亡命者であること、信長も伝統的日本の人間ではなく次の時代に生きている人間であり、そのために両者は「孤独な一人の亡命者的人間」となっているためとしている。そして、辻が以前に発表した長篇『廻廊にて』と『夏の砦』の主人公も、現実よりもリアルな芸術な世界への亡命者であったとし、それゆえに本作も現代小説といえるとしている。また、冒険家が友人へ書いた手紙という形をとる本作の手法についても、『廻廊にて』『夏の砦』で似た手法をとっていることを指摘し、「そこに、彼の一貫した追究の姿勢を見ることもできるし、ホビーを見ることもできよう」とし、本作では特にこの「ソフィスティケーション」が自然で、リアリティーを高めているともしている。
源高根は、「なによりも長篇小説として均整のとれた構成の美しさ、物語の加速的な展開がもたらす時間の推移とその悲哀、そして作中の往還記の語り手その人の不思議な魅力、それらが読後の私に爽快な印象を与えた」と感想を記している。そして、ある人物の日記や書簡を通じて物語を展開するという、既に『廻廊にて』や『夏の砦』で採られた方法は、本作が「事件に対してもその人間に対しても、同じ時代を生きた目撃者の眼を不可欠とする歴史小説」であるために、一層効果的になっているとしている。そして、本作は新しい信長像を示しているが、真に独創的な人物は語り手のB・F・＊＊ではないかとし、「このジェノヴァの船乗りが、大殿（シニョーレ）を正確にあるいは全面的に理解できたのは、辻氏の言うように〈彼がイタリア・ルネサンスを通過したリアリズムの眼〉の所有者であるとともに、彼自身の大殿（シニョーレ）と共通する人間性の故である」とし、烈しさと優しさとを兼ね備えたこの語り手に、不思議な魅力を感じたとしている。
篠田一士は、本作をはじめとして、辻が書く歴史小説は、「歴史小説とは似てもつかない、この作者なりの哲学小説、もっとはっきりいえば、カント的認識論をロマネスクの効験のなかで試めそうとしたものなのである」としている。その理由として篠田は、辻が『モンマルトル日記』で「経験内容から『カテゴリー』を切りはなすと、真理、普遍性は孤立する。抽出孤立化した普遍性は人間を『限定されたもの』と考える。人間の可能性は批判哲学の重要な課題の一つである」などと述べていることを挙げ、作中では様々な人物や事件が描かれるが、現実世界でのそれらの大小・軽重といった価値は払拭され、「あらためて、それらを物語という現実世界とはまったく別の構造と機能をもつ、世界というよりは仕掛けのなかを濾過させることによって、現実世界、つまり、無数の所与の乱雑さのなかには、到底見出しえない普遍性を導きだそう」としている、と分析している。そして、本作のロマネスクな本質は、大殿（シニョーレ）が語り手と内的照応を始めたときであるとし、語り手が大殿（シニョーレ）の内部に一歩踏み込んだとき、大殿（シニョーレ）は「なりそこねたコンキスタドールのひとりである、この手記の筆者の見果てぬ夢をつぎつぎに果断に実現してゆく人物」となり、その夢は大殿（シニョーレ）を主宰とする「物語カテゴリー」として、普遍の世界の接近を獲得することができたのである、としている。
岡﨑昌宏は、大殿（シニョーレ）の体制の崩壊と共に、「私」が「ほかならぬ自分自身」もまた崩壊したとし、ゴアで無為の十数年を過ごすに至った理由について考察している。岡﨑は、明智殿と「私」は殆ど面識がなく、「私」が想像する、共感の眼ざしに追い詰められたという明智殿の謀反の原因も、また根拠のない想像に過ぎないとした上で、そこからは、目的を達成するためには自らの感情も殺して「理にかなう」ことを徹底するという大殿（シニョーレ）式の生き方に、「私」が限界を感じていたことを読み取れるとしている。そして、同じ「理にかなう」生き方をしてきた明智殿の謀反により、この生き方は癒しがたい孤独を生むものであることを悟った「私」は、それまでの自分の生きる意味、歩んできた道を否定され、自分自身もまた崩壊した、としている。そして、「私」を中心として検討すると、本作には単純に歴史小説として片づけることのできない問題が存在するとし、「この小説は、「大殿（シニョーレ）」や「私」といった一個人の抱える現代的な問題が、歴史の舞台をかりて描かれたものなのである」と述べている。
三木サニアは、自分に襲い掛かる運命に挑戦し戦ってきた「私」について、「ルネッサンス的人間としての個性を付与された存在」であるとし、ルネッサンス的人間の特性として、「人間生活の中にひそく自然的なもの――感性、恋愛、欲望、自然理性、技術、権力などの発見」「人間の無限の可能性を追求してやまない果敢な冒険的精神、天才的多面の才能、旺盛な人間意欲、奔放な感情、広い知識としての教養を尊んだ」こと、「人間は意欲しさえすれば自分の力で何事をも為しうる」という自信を挙げ、これら全てが合致するわけではないが、かなり意図的に「私」の造型はなされていると思われる、としている。そして、大殿（シニョーレ）もまたこの条件に当てはまる人物であることが、互いの相互理解と親近感を生んだと思われる。としている。
また三木は、ヴァリニャーノもルネッサンス的人間のモデルとして描かれており、「理にかなう」ことと「事が成る」ことをモラルの基準とする大殿（シニョーレ）は、「バテレンの勇気に満ちた犠牲的、奉仕的行動精神、そして、西欧の近代的文明、文化」について「理にかなう」ものとして強く惹かれた、としている。そして、作中で描かれる大殿（シニョーレ）とヴァリニャーノの美しい友情は「たとえそれが瞬時に消え去っていく花火のようにはかないものであっても、「かりそめの《時間》を永遠に変え、美と化する営為」として読者の心に印象づけられるものとなっているのではなかろうか」と述べている。そして、大殿（シニョーレ）による天下布武の野望も、ヴァリニャーノによる大宣教圏の拡大の夢も挫折に終わったが、明智殿もまた、天下布武の野望を胸に抱きながら、大殿（シニョーレ）の共感の眼ざしに耐えきれず謀反と自滅の道へ走ったとすれば、「この『安土往還記』は、十六世紀後半における極東の国日本のルネッサンス的人間たちの、夢と挫折のドラマを描いた作品であるということも出来るのではなかろうか」としている。

## 書誌情報

### 刊行本
- 『安土往還記』（筑摩書房、1968年8月20日）
- 文庫版『安土往還記』〈新潮文庫〉（新潮社、1972年4月25日、2005年11月25日改版）
  - 解説：饗庭孝男。
- 『安土往還記』（湯川書房、1973年） - 300部の限定版。
- 大活字本『安土往還記』（埼玉福祉会、1986年）

### 全集収録
- 『辻邦生作品 全六巻4』（河出書房新社、1973年2月27日）
  - 収録作品：「安土往還記」「天草の雅歌」
- 『筑摩現代文学大系87 北杜夫・辻邦生集』（筑摩書房、1976年3月15日）
  - 辻の収録作品：「安土往還記」「見知らぬ町にて」「北の岬」「円形劇場から」「サラマンカの手帖から」「秋の朝光のなかで」「神さまの四人の娘」「モンマルトル日記（抄）」
- 『昭和文学全集 24 辻邦生・小川国夫・加賀乙彦・高橋和巳・倉橋由美子・田久保英夫・黒井千次』（小学館、1988年8月1日）
  - 辻の収録作品：「ある告別」「安土往還記」「ランデルスにて」「風越峠にて」「霧の聖マリ」「夏の海の色」「プッペン・クリニック」「燕の飛び立つ日」
- 『辻邦生歴史小説集成 第1巻』（岩波書店、1993年6月25日）
  - 収録作品：「安土往還記」「十二の肖像画による十二の物語」
- 『辻邦生全集 1』（新潮社、2004年6月25日）
  - 収録作品：「廻廊にて」「夏の砦」「安土往還記」
- 『池澤夏樹=個人編集 日本文学全集 19 石川淳・辻邦生・丸谷才一』（河出書房新社、2016年3月30日）
  - 辻の収録作品：「安土往還記」

### 翻訳
英語
- Stephen Snyder 訳『The signore : shogun of the warring states』（1989年、Kodansha International）

ポルトガル語
- Fernanda Pinto Rodrigues 訳『O signore : xógum das províncias em luta』〈Conhecer o Oriente, 2〉（1992年、Gradiva）